# Дегересская овца
Дегересская — порода полутонкорунных овец. Выведена в Казахстане в 1930—1980-х годах путём скрещивания казахских курдючных маток с баранами породы шропшир и прекос. У дегересских овец хорошо развит костяк, туловище компактное, слегка удлиненное. Курдюк несколько меньше, чем у казахских овец. Масса баранов 100—110 кг, маток 60—65 кг. Настриг шерсти с баранов 6—7 кг, с маток 3,5—4,5 кг. Длина шерсти 9—16 см, выход чистой шерсти 65—68 %. Разводят в Центральной Азии для получения шерсти. В Казахстане разводят в Алма-Атинской и Карагандинской областях.